# Campionati mondiali di karate
Il campionato mondiale di karate WKF è la maggiore competizione internazionale di karate sportivo. Viene organizzata ogni due anni in una città differente dalla World Karate Federation (WKF).

## Edizioni
| Edizione | Anno | Sede              | Vincitore del medagliere |
| -------- | ---- | ----------------- | ------------------------ |
| 1        | 1970 | Tōkyō             | Giappone                 |
| 2        | 1972 | Parigi            | Francia                  |
| 3        | 1975 | Long Beach        | Giappone                 |
| 4        | 1977 | Tokyo             | Paesi Bassi              |
| 5        | 1980 | Madrid            | Giappone                 |
| 6        | 1982 | Taipei            | Giappone                 |
| 7        | 1984 | Maastricht        | Gran Bretagna            |
| 8        | 1986 | Sydney            | Giappone                 |
| 9        | 1988 | Il Cairo          | Giappone                 |
| 10       | 1990 | Città del Messico | Giappone                 |
| 11       | 1992 | Granada           | Spagna                   |
| 12       | 1994 | Kota Kinabalu     | Giappone                 |
| 13       | 1996 | Sun City          | Gran Bretagna            |
| 14       | 1998 | Rio de Janeiro    | Francia                  |
| 15       | 2000 | Monaco di Baviera | Francia                  |
| 16       | 2002 | Madrid            | Francia                  |
| 17       | 2004 | Monterrey         | Giappone                 |
| 18       | 2006 | Tampere           | Italia                   |
| 19       | 2008 | Tokyo             | Giappone                 |
| 20       | 2010 | Belgrado          | Serbia                   |
| 21       | 2012 | Parigi            | Francia                  |
| 22       | 2014 | Brema             | Giappone                 |
| 23       | 2016 | Linz              | Giappone                 |
| 24       | 2018 | Madrid            | Giappone                 |
| 25       | 2021 | Dubai             | Giappone                 |
| 26       | 2023 | Budapest          | Giappone                 |